# Jerry Cowley
Jerry Cowley (* 11. November 1952 in Ballina, County Mayo, Irland) ist ein früherer irischer Politiker, Arzt und Barrister (Rechtsanwalt). Von 2002 bis 2007 war er parteiunabhängiges Mitglied (Teachta Dála) des Dáil Éireann, des irischen Unterhauses.

## Leben
Jerry Cowley arbeitete als Landarzt bzw. Allgemeinmediziner im County Mayo. Er wurde bei den Wahlen 2002 für den Wahlbezirk Mayo in den Dáil Éireann gewählt. Den Sitz verlor er jedoch bei den Wahlen 2007 wieder. 2010 trat er zur Irish Labour Party über und kandidierte, allerdings ohne Erfolg, bei den Wahlen zum Dáil Éireann 2011. 2014 trat er wieder aus der Labour Party aus. Bei den Wahlen zum Dáil Éireann 2016 kandidierte er erneut als unabhängiger Bewerber, wurde aber erneut nicht gewählt.
Jerry Cowley hat fünf Kinder.